# جون هنري برات
جون هنري برات (بالإنجليزية: John Pratt )‏ (و. 1809 – 1871 م) هو رياضياتي، وعالم فلك، ورجل دين من المملكة المتحدة . ولد في لندن . وكان عضواً في الجمعية الملكية .
توفي عن عمر يناهز 62 عاماً.

## أعمال بارزة
من أهم أعماله:
- isostasy.

## جوائز
حصل على جوائز منها:
- زميل في الجمعية الملكية.